# György Fazekas
György Fazekas též Jiří Fazekáš (1750 v Laku v Uhrách – nezjištěno kdy a kde v Uhrách) byl reformovaný kazatel maďarského původu, působící v Čechách.
V letech 1784–1791 působil jako kazatel v Ledčicích. Následně pobýval tři roky v Uhrách. V letech 1794–1810 byl kazatelem ve Kšelích. V letech 1798–1810 zastával úřad superintendenta české reformované církve. Poté se vrátil do Uher.
Roku 1808 vydal v Praze Křesťanský katechismus..., v kterémž jest heidelberský... sumovně obsažený.